# مولد إشارة
مولد إشارة هو من فئة الأجهزة الإلكترونية التي تولد إشارات كهربائية بخصائص محددة من السعة والتردد وشكل الموجة. تُستخدم هذه الإشارات المولدة للقياسات الإلكترونية، وعادةً ما تُستخدم في تصميم واختبار واستكشاف الأخطاء وإصلاح الأجهزة الإلكترونية، كإختبار اجهزة الإتصال والرادارات وغيرها، ولها استخدامات فنية أيضًا. 
هناك العديد من أنواع مولدات الإشارة المختلفة ذات الأغراض والتطبيقات المختلفة وبمستويات متفاوتة من التكلفة. تتضمن هذه الأنواع مولد موجات، ومولدات إشارات التردد الراديوي RF والميكروويف MW، ومولدات الأشكال الموجية المختلفة ، ومولدات الأنماط الرقمية ، ومولدات التردد. بشكل عام، لا يوجد جهاز مناسب لجميع التطبيقات الممكنة.
قد يكون مولد الإشارة بسيطًا مثل المذبذب ذو تردد وسعة معايرية. تسمح مولدات الإشارة ذات الأغراض العامة بالتحكم في جميع خصائص الإشارة. تحتوي مولدات الإشارة الحديثة العامة على جهاز تحكم بواسطة المعالج الدقيق وقد تسمح أيضًا بالتحكم من جهاز كمبيوتر شخصي. يمكن أن تكون مولدات الإشارة عبارة عن أجهزة مستقلة بذاتها، أو يمكن دمجها في أنظمة اختبار أوتوماتيكية أكثر تعقيدًا.

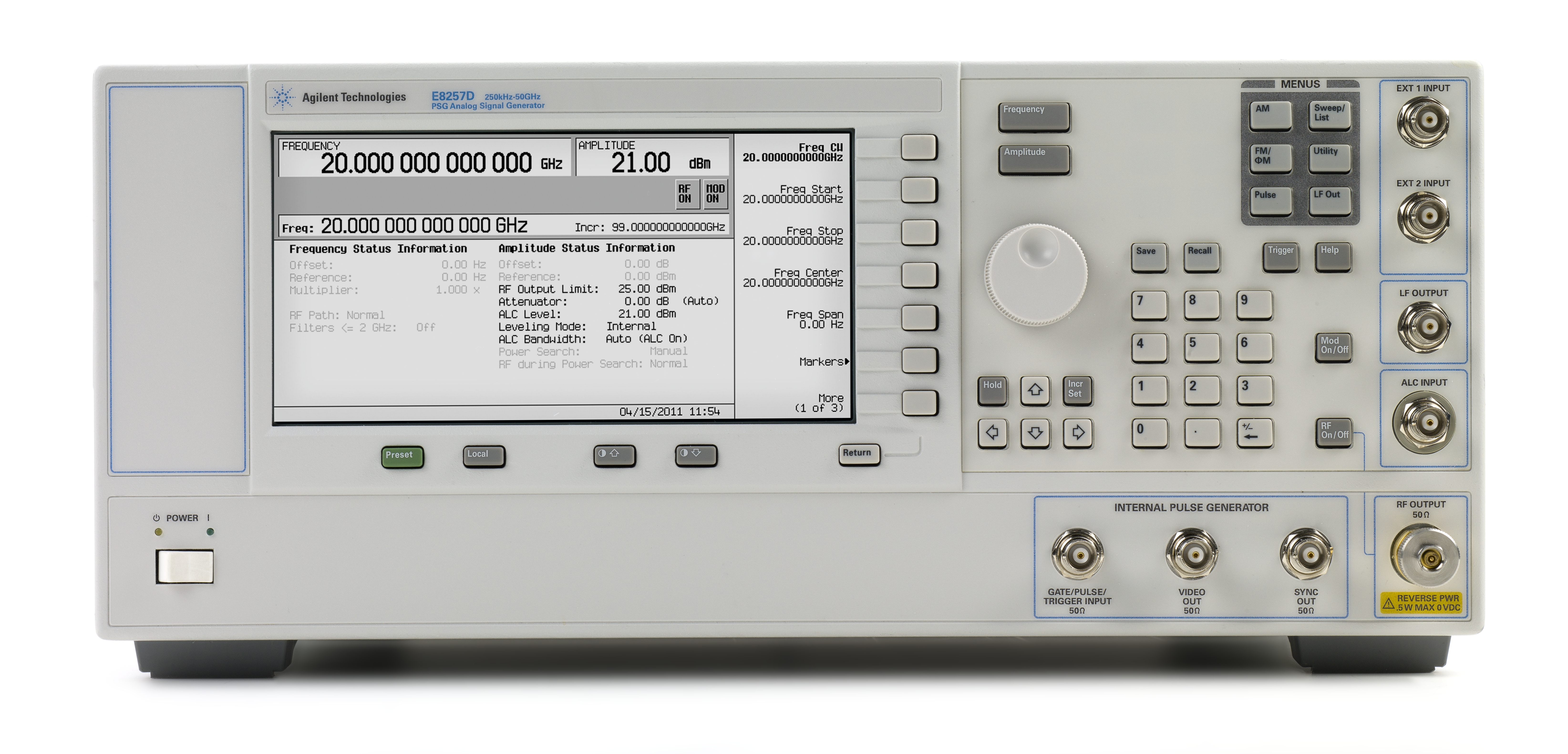
مولد إشارة راديوية تناظرية RF.

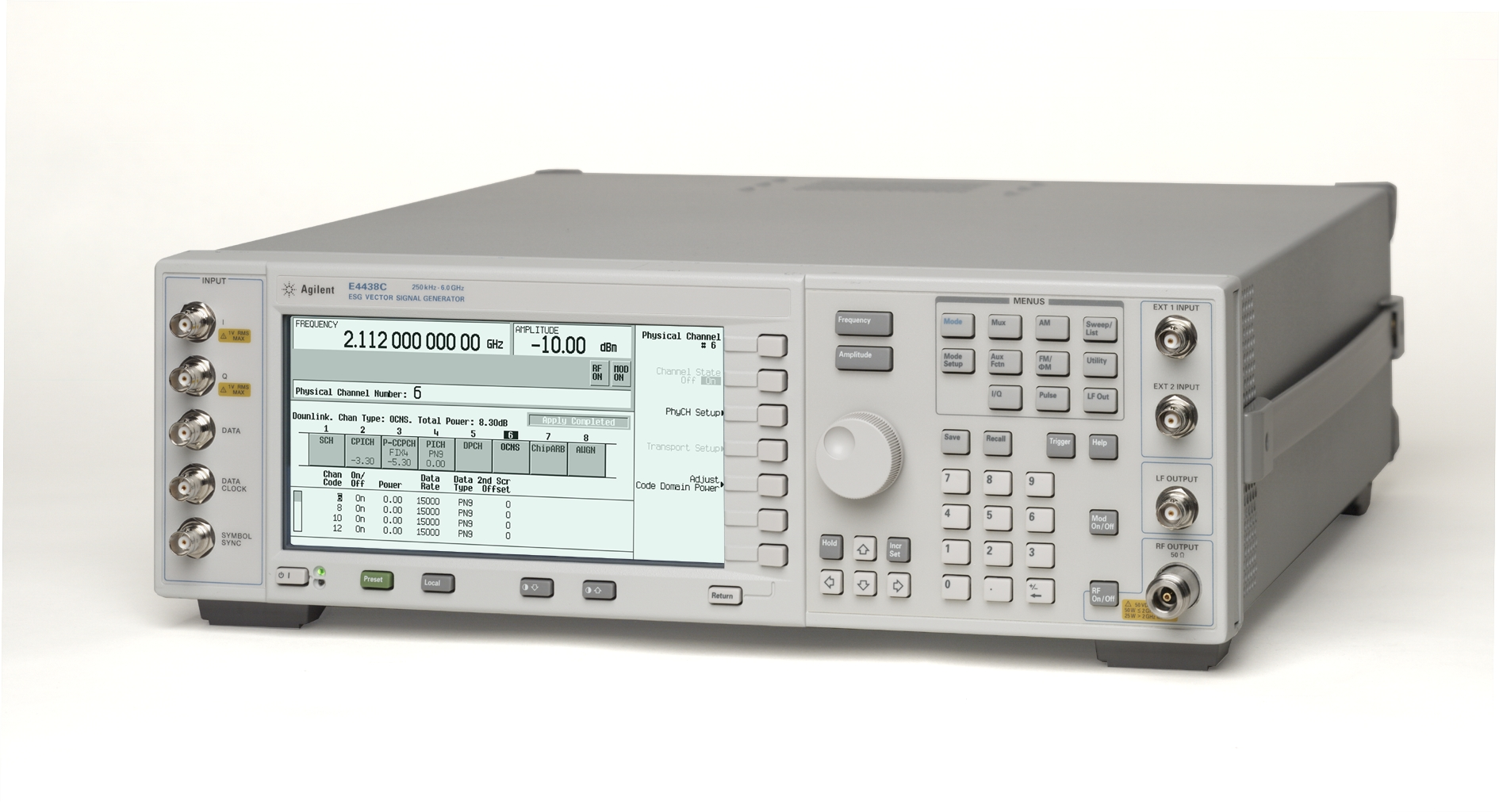
مولد إشارة متجه.